# Ахмет Хашим
Ахмет Хашим (1884? — 4 июня 1933) — османский и турецкий писатель и поэт-символист.

## Биография
Родился в 1883 или 1884 году в Багдаде. Отец Хашима, Ахмет Хикмет-бей, занимал должность заместителя губернатора. Дедом Ахмета Хашима был богослов Махмуд аль-Алуси. Помимо Ахмета, в семье было ещё двое детей младше его. В связи с работой отца семья часто переезжала.
Когда Ахмету Хашиму было 8 лет, умерла его мать. После этого семья переехала в Стамбул. Там Хашим окончил галатасарайский лицей, в котором изучал поэзию и французский язык. Во время учёбы он познакомился с Хамдуллахом Супхи, Эмином Бюлентом, Иззетом Мелихом и Абдюлхаком Шинаси.
С 1906 года работал чиновником. Одновременно учился в юридическом лицее, но не окончил его. Затем работал учителем и переводчиком.
После начала первой мировой войны был призван в армию. Принимал участие в галлиполийской кампании.
В 1924-28 годах неоднократно посещал Париж.
Умер 4 июня 1933 года. Похоронен на кладбище Эюп.

### Творчество
Первые поэмы опубликовал в 1901 году. Произведения раннего периода творчества написаны под влиянием Муаллима Наджи, Дженапа Шахабеттина и Тевфика Фикрета и относятся к жанру классической османской поэзии. В 1909 году примкнул к литературному обществу «Феджр-и ати», но со временем отошёл от него. Под влиянием произведений французских поэтов обратился к символизму.